# Гоциридзе, Реваз
Реваз Гоциридзе (груз. რევაზ გოცირიძე; 17 января 1981, Тбилиси) — грузинский футболист, выступавший на позиции нападающего. Сыграл три матча за национальную сборную Грузии. Тренер.

## Биография

### Клубная карьера
На взрослом уровне начал выступать в 17-летнем возрасте в составе дубля тбилисского «Динамо». В 1999 году дебютировал в высшей лиге Грузии в составе «ВИТ-Джорджии», в том же сезоне стал бронзовым призёром чемпионата. Сменив несколько команд в Грузии, футболист в сезоне 2002/03 перешёл в германский «Вальдхоф», но не смог пробиться в основной состав.
В апреле 2003 года перешёл в украинский «Кривбасс». Дебютировал в чемпионате Украины 6 апреля 2003 года в игре против «Оболони», выйдя на замену в перерыве вместо Владимира Мусолитина. Всего в высшей лиге сыграл 4 матча и по окончании сезона покинул команду.
В сезоне 2003/04 выступал в Грузии за «ВИТ-Джорджию». По итогам сезона стал чемпионом страны, в «золотом матче» 30 мая 2004 года против «Сиони» (2:0) стал автором первого гола. Вместе с Сулико Давиташвили разделил звание лучшего бомбардира сезона, забив 20 голов.
В 2004—2006 годах выступал в первом дивизионе России за «КАМАЗ», за три неполных сезона сыграл 40 матчей и забил 2 гола. Вернувшись в Грузию, стал в сезоне 2006/07 чемпионом страны в составе «Олимпи», затем выступал за ряд других клубов высшего дивизиона. В сезоне 2009/10 выступал в Израиле за клуб высшего дивизиона «Хапоэль» (Петах-Тиква) и в первом дивизионе за «Ахва Арабэ». Завершил спортивную карьеру в 2014 году в возрасте 33 лет, выступая в первом дивизионе за «Сабуртало».
Всего в высшей лиге Грузии сыграл более 260 матчей и забил 85 голов.

### Карьера в сборной
Дебютировал в национальной сборной Грузии 12 октября 2005 года в отборочном матче чемпионата мира против Греции. На следующий год принял участие ещё в двух товарищеских матчах, против Молдавии и Мальты. Всего на счету игрока три матча за сборную, голов не забивал.

## Достижения
- Чемпион Грузии: 2003/04, 2006/07
- Лучший бомбардир чемпионата Грузии: 2003/04 (20 голов)